# Joyeux Noël Bob
Série
Un chat pour la vie
(2016)
Pour plus de détails, voir Fiche technique et Distribution.
Joyeux Noël Bob (A Christmas Gift from Bob) est un film de Noël britannique réalisé par Charles Martin Smith, sorti en 2020. C'est la suite du film Un chat pour la vie.

## Synopsis
James revient sur le dernier Noël que lui et son chat Bob ont passé à gagner leur vie dans la rue.

## Fiche technique
- Titre : Joyeux Noël Bob
- Titre original : A Christmas Gift from Bob
- Réalisation : Charles Martin Smith
- Scénario : Garry Jenkins d'après les romans A Gift From Bob et The Little Book of Bob de James Bowen
- Musique : Patrick Neil Doyle
- Photographie : David Connell
- Montage : Chris Blunden
- Production : Andrew Boswell, Stephen Jarvis, Tracy Jarvis, Martin Metz, Adrian Politowski, Adam Rolston et Sunny Vohra
- Société de production : Studio Pictures, Parkhouse Pictures, Align, DDDream, Enriched Media Group, StudioPOW, The Exchange et Twickenham Film Studios
- Pays :  Royaume-Uni
- Genre : Drame
- Durée : 92 minutes
- Dates de sortie : 
  - Royaume-Uni : 6 novembre 2020

## Distribution
- Luke Treadaway : James Bowen
- Anna Wilson-Jones : Arabella
- Stephen McCole : Mark
- Tim Plester (en) : Officier Leon Both
- Aretha Ayeh : Officier Jarvis
- Daisy Badger : Becky la vétérinaire
- Nina Wadia : Anika
- Celyn Jones : Mick
- Kristina Tonteri-Young : Bea Chan
- Paul Sharma : Moody
- Stefan Race : Ben
- Gerard Miller : Ian